# Taches noires du rosier
Les taches noires du rosier, ou marsonia, sont une maladie cryptogamique qui affecte couramment les rosiers. Elle se manifeste par l'apparition de taches noires sur les feuilles, qui finissent par jaunir et tomber.
Elle est causée par une espèce de champignons ascomycètes, Diplocarpon rosae (synonyme : Marssonina rosae .
Cette maladie ayant été observée de multiples fois dans différents pays sensiblement à la même époque (vers 1830), la nomenclature du champignon qui en est le responsable compte près de 25 noms différents. Il est maintenant admis que le stade asexué (forme imparfaite) est Marssonina rosae tandis que le stade sexué (forme parfaite) est Diplocarpon rosae.
Diplocarpon rosae se présente au cours de la saison sous forme de mycélium dans les feuilles et tiges atteintes, puis d'ascospores et de conidies. Au printemps, dans des conditions de temps humide, les ascospores et conidies sont transportées par le vent et rabattues par la pluie sur les tissus des nouvelles feuilles. Lors d'une infection, la maladie progresse des feuilles inférieures vers le haut de la plante provoquant l'apparition des taches noires et la défoliation.

## Diagnostic
Les taches noires ont une forme vaguement circulaire, avec les bords perforés et atteignent un diamètre d'environ 10  à   15 mm.
Sur les plantes fortement atteintes, on peut voir plutôt que des formes circulaires, de grandes masses noires résultant de l'agglomération des taches. 
La maladie peut s'étendre aussi sur les tiges, affaiblissant progressivement la plante.
Alors que les rosiers botaniques et anciens y sont résistants, certains rosiers surtout issus de rosiers thé y sont particulièrement sensibles. Mais, suivant leur ascendance, des rosiers très voisins le seront plus ou moins, surtout parmi les Rosier Bourbon, les hybrides de thé et les polyanthas. Il sera toujours préférable d'installer les espèces sensibles à la maladie des taches noires à un emplacement suffisamment ensoleillé pour qu'il n'y ait pas d'excès d'humidité.

## Traitement
Le traitement le plus simple de cette maladie, en cas d'affection limitée, consiste à retirer les feuilles atteintes, de façon à limiter sa propagation.
Pour lutter plus efficacement, on peut pulvériser des solutions fongicides telles que tébuconazole, mancozèbe, chlorothalonil, flutriafol, penconazole, ou des produits à base de cuivre (bouillie bordelaise). Plusieurs pulvérisations au cours de la saison de végétation peuvent être nécessaires pour enrayer effectivement la maladie.
Les fongicides doivent obtenir une autorisation de mise sur le marché pour l'usage défini, soit ici : maladie des taches noires du rosier (tout usage non autorisé est interdit).
On rencontre des produits agropharmaceutiques :
- de contact qui ont une action préventive en inhibant la germination de spores comme le soufre ou le mancozèbe (DITHANE)
- systémiques (véhiculés par la sève) , comme le myclobutanil (Interdit à la vente aux particuliers en France depuis le 17 juin 2015).

## Confusion possible
- Anthracnose